# Сосново (Лобезький повіт)
Сосново (пол. Sosnowo, нім. Zozenow) — село в Польщі, у гміні Ресько Лобезького повіту Західнопоморського воєводства.
Населення — 74 особи (2011).
У 1975-1998 роках село належало до Щецинського воєводства.

## Демографія
Демографічна структура станом на 31 березня 2011 року:
|          | Загалом | Допрацездатний вік | Працездатний вік | Постпрацездатний вік |
| -------- | ------- | ------------------ | ---------------- | -------------------- |
| Чоловіки | 41      | 10                 | 28               | 3                    |
| Жінки    | 33      | 10                 | 17               | 6                    |
| Разом    | 74      | 20                 | 45               | 9                    |